# 도널드 리드

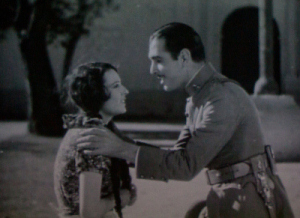

도널드 리드(Ernesto Avila Guillen, 1901년 7월 23일 ~ 1973년 2월 28일)는 미국의 배우, 텔레비전 배우이다.
멕시코시티에서 태어났다.

## 영화
- 더 파이어플라이 (1937년)
- 라모나 (1936년)